# Cabul (província)
Cabul, Kabul ou Kābol (Persa: كابل) é uma província do Afeganistão. Sua capital é a cidade de Cabul.

## Curiosidade
O famoso best-seller "O caçador de pipas" passa grande parte da história na província de Cabul.